# Argosy (Magazin)

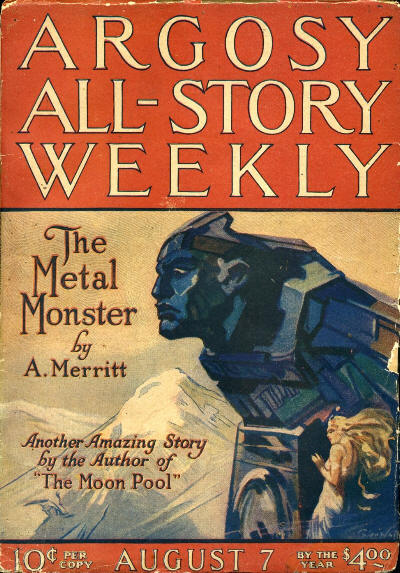
Die Argosy-Ausgabe vom 7. August 1920

Argosy (der Name bedeutet „großes Handelsschiff“ oder „Flotte“) war ein US-amerikanisches Pulp Magazin und wurde vom New Yorker Verleger Frank Andrew Munsey herausgegeben. Argosy gilt als das erste US-amerikanische Pulp-Magazin.

## Editionsgeschichte
Von 1882 an erschien unter dem Titel Golden Argosy eine Zeitschrift, die Nachrichten und Erzählungen veröffentlichte. 1896 wurde der Titel zu The Argosy verkürzt. Das neue Argosy veröffentlichte dann ausschließlich Erzählungen und Abenteuergeschichten, die meist auf Spannung, Action und mysteriöse Verwicklungen setzten.
Bedeutende Autoren von Argosy waren unter anderem Horatio Alger, Edgar Rice Burroughs und Dashiell Hammett. Auch einige der Zorro-Geschichten von Johnston McCulley erschienen hier. Später kamen dazu Kriegsgeschichten, erotische Erzählungen und angeblich wahre Geschichten. In einem 1964 in Argosy erschienenen Artikel von Vincent Gaddis wurde der Ausdruck Bermudadreieck (Bermuda Triangle) geprägt und popularisiert. Das letzte Heft der Serie erschien im November 1978.

## Weitere Ausgaben
Seit dem Ende des Hefts haben eine Reihe von Zeitschriften mit wenig Erfolg versucht, den Titel wiederzubeleben. Von 2004 bis 2005 erschienen in den USA drei Ausgaben der Zeitschrift Argosy Magazine bzw. Argosy Quarterly, die versuchte, an die Tradition des Magazins anzuknüpfen.